# Општина Надеш (Муреш)
Надеш (рум. Nadeş) општина је у Румунији у округу Муреш.
Oпштина се налази на надморској висини од 528 m.